# Zygophyllum obliquum
Zygophyllum obliquum är en pockenholtsväxtart som beskrevs av Mikhail Grigoríevič Popov. Zygophyllum obliquum ingår i släktet Zygophyllum och familjen pockenholtsväxter. Inga underarter finns listade i Catalogue of Life.